# Paradoxe de Freedman
En statistique, le paradoxe de Freedman,, nommé d'après David Freedman, décrit un problème en sélection de modèle où les variables explicatives sans pouvoir explicative peut être artificiellement important[pas clair]. Freedman a démontré (par de la simulation et des calculs asymptotiques) que c'est un phénomène courant lorsque le nombre de variables est proche du nombre d'observations.